# 22414 Hornschemeier
22414 Hornschemeier è un asteroide della fascia principale. Scoperto nel 1995, presenta un'orbita caratterizzata da un semiasse maggiore pari a 2,5609592 UA e da un'eccentricità di 0,1625392, inclinata di 3,91354° rispetto all'eclittica.